# حقبة (جيولوجيا)
| طبقات الصخور في علم تاريخ طبقات الأرض | التغطية الزمنية في التاريخ الجيولوجي | ملاحظات في الوحدات الزمنية الجيولوجية            |
| ------------------------------------- | ------------------------------------ | ------------------------------------------------ |
| طبقة دهر (Eonothem)                   | دهر (Eon)                            | المجموع 4، وتقدر بنصف مليار سنة أو أكثر          |
| طبقة حقبة (Erathem)                   | حقبة (Era)                           | المحددة: 10، وتقدر بعدة مئات من ملايين السنين    |
| نظام (System)                         | عصر (Period)                         | المحددة: 22، وتقدر بعشرة إلى حوالي مئة مليون سنة |
| نسق (Series)                          | فترة (Epoch)                         | المحددة: 34، وتقدر بعشرة ملايين سنة              |
| مرحلة (Stage)                         | حين (Age)                            | المحددة: 99، وتقدر بملايين السنين                |
| نطاق زمني (Chronozone)                | زمن (Chron)                          | تقسيم فرعي للحين ولا تستخدم في مقياس ICS الزمني  |

الحقب أو الحقبة الجيولوجية (بالإنجليزية: Geologic era) أحد الأقسام الكبيرة للأزمنة الجيولوجية geological times . طبقاً للتعريف الجيولوجي تشمل الحقبة عدة عصور جيولوجية حيث تمتد العصور الجيولوجية بين 10 ملايين سنة إلى نحو 80 مليون سنة. أي أن الحقبة تمتد لمدد قد تبلغ مئات الملايين من السنين. وبناء على ذلك يقسم علماء التاريخ الطبيعي «الأمد الجيولوجي» Phanerozoic Eon إلى أربعة أحقاب زمنية رئيسية كبيرة هي: حقبة ما قبل الكامبري، وحقبة الباليوزي، وحقبة الميسوزي، وحقبة السينوزوي.
يشتمل كل من تلك الأحقاب الأربعة على عدة عصور، تميز كل منها التنوع الحيواني والنباتي والمناخي، وكذلك تغير القارات. وفي بعض الحالات تفرق بين العصور الجيولوجية أحداث كبيرة مثل أحداث الانقراضات العظيمة التي تخللت التاريخ الحيوي للأرض وأثرت تأثيرات كبيرة على الحياة والأحياء فيها. فتغيرت اشكال الحياة من عصر إلى عصر، وبدأت بالأحياء الميكروبية البسيطة قبل نحو 2و3 مليار سنة، ثم تطورت فظهرت الحيوانات الكبيرة مثل الديناصورات والأشجار الكبيرة، ثم ظهرت الثدييات والطيور، وسادت الأرض حتى ظهور الإنسان قبل نحو 8و1 مليون سنة.

## I-(ماقبل الكمبري) منذ 3200- 540 مليون سنة
ويعتبر عصر الحياة المبكرة الأولي البدائية حيث ظهرت به الطحالب والفطريات البدائية والرخويات بالبحر. وكانت الأرض تتعرض أثناء هذه الحقبة لبراكين مدوية حيث فاضت فوقها أنهار الحمم. ثم بدأت الحياة كنقط هلامية ميكروسكوبية في البحار العذبة الدافئة. وكانت تنتشر بالبلايين مع موجات البحر. واندمجت هذه النقاط الهلامية معا مكونة كائنات حية دقيقة مختلفة الأشكال كالرخويات. وهبط بعضها إلى القيعان مكونا نباتات. وكونت بعض الرخويات أصدافا ومحارات حول جسمها. استغرق هذا التطور الأولي لنشأة الحياة على الأرض نحو 3000 مليون سنة، ومن هنا كانت البداية العظمي لنشوء الحياة فوق الأرض.
عندما وصل عمر الأرض إلى 540 مليون سنة سبقت (أي بعد نحو 4000 مليون سنة من تكوّنها حدث مايسمى «الانفجار الحيوي» حيث تعددت الفصائل الحيوانية والنباتية وانتشرت انتشارا كبيرا، هذا ما نقرأه من طبقات أرضية نشأت في تلك العصور القديمة ونجد فيها أحفورات وهي عظام وهياكل وأشجار متحجرة من تلك الكائنات التي نجدها منتشرة في جميع بقاع الأرض.

## II-	حقبة الباليوزي (حقبة الحياة القديمة)
امتدت بين 543 – 280 مليون سنة سبقت.
وتتميز بصلابة صخورها النارية التي هي أشد من الصخور الرسوبية التي تراكمت فوقها في طبقات، القديم في الأسفل والأحدث فوقه، وما تحتويه كل طبقة رسوبية من حفريات لحيوانات ماتت ونباتات كانت تعيش في وقت ترسب الطبقات. فاصبحت كالكتاب الذي نقرأ فيه تاريخ التطور على الأرض حتى وقتنا هذا. يقسم علماء التاريخ الطبيعي ما مر على الأرض من أزمان وأحوال حتى عصرنا هذا إلى 6 عصور رئيسة يضم كل منها مئات الملايين من السنين، بحسب تغير اشكال الحياة على الأرض وتغير المناخ وتغير القارات. والستة عصور هي:
- 1 - العصر الكامبري: منذ 540-485 مليون سنة.

ويطلق عليه عصر التريلوبيتات التي كانت تشبه سوسة الخشب وكان ظهرها مصفحا ولها بطن رخوة وناعمة. وعند الخطر كانت تتكوم كالكرة. وقد عاشت حتي حقبة الميزوني (الميزوسي).وفي الكمبري ظهرت أيضا..اللافقاريات البحرية كالمفصليات البدائية والرخويات المبكرة والأسفنج وديدان البحر.كما ظهرت به أسماك فقارية. وفي أواخره انقرض 50%من الأحياء بسبب الجليد.ومن أحافيره التريلوبيتات.
- 2 - العصر الأردوفيشي: منذ 485-443 مليون سنة.

ظهرت فيه النباتات الأولية والأشجار الفضية آكلة اللحوم فوق اليابسة، كما ظهرت الشعاب المرجانية ونجوم وجراد البحر والأسماك البدائية والحشائش المائية والفطريات الأولية.ومنذ 430 مليون سنة ظهرت قنافذ ونجوم البحر بين حدائق الزنابق المائية الملونة. وبينها ظهرت كائنات بحرية لها أصداف وأذناب تحمي بها أنفسها. وكان بعضها يطلق تيارا كهربائيا صاعقا.
- 3 - العصرالسيلوري: منذ 443- 417 مليون سنة.

. وكان فيه بداية الحيوانات فوق اليابسة كالعقارب والعناكب والقرادة المائية وأم أربعة وأربعين رجل وبعض النباتات الفطرية الحمراء التي كانت تلقي بها الأمواج للشاطئ لتعيش فوق الصخور وفيه أيضا.. ظهرت منذ 400 مليون سنة الأسماك ذات الفكوك بالبحر والنباتات الوعائية فوق اليابسة.وأهم أحافيره العقارب المائية.
- 4 -العصر الديفوني: منذ 417-359 مليون سنة.

وفيه ظهرت منذ 400 مليون سنة بعض الأسماك البرمائية وكان لها رئات وخياشيم وزعانف قوية. كما ظهرت الرأسقدميات كالحبار والأشجار الكبيرة.ومن أحافيره الأسماك والمرجانيات الرباعية والسرخسيات.
- 5 - العصرالكربوني: منذ 359-299 مليون سنة.

كان فيه بداية ظهور الزواحف وزيادة عدد الأسماك حيث ظهر 200 نوع من القروش. ثم ظهرت الحشرات المجنحة العملاقة وأشجار السرخس الكبيرة.وفي طبقته الصخرية ظهر الفحم الحجري وبقايا النباتات الزهرية بالغابات الشاسعة التي كانت أشجارها غارقة بالمياه التي كانت تغطي أراضيها. فظهرت أشجار السرخس الطويلة وبعض الطحالب كانت كأشجار تعلو. وكانت حشرة اليعسوب عملاقة وكان لها أربعة أجنحة طول كل منها مترا. وكانت الضفادع في حجم العجل وبعضها له 3عيون وكانت العين الثالثة فوق قمة الرأس وتظل مفتوحة للحراسة.
- 6 -العصر البرمي: منذ 299- 248 مليون سنة.

وفيه زادت أعداد الفقاريات والزواحف وظهرت فيه البرمائيات.وانقرضت فيه معظم الأحياء التي كانت تعيش من قبله. وفيه ترسبت الأملاح بسبب ارتفاع حرارة الجو.

## III - حقبةالميسوزي(حقبة الحياة الوسطى)
وفيها عصر الزواحف الكبرى (الديناصورات)، (منذ 248- 65 مليون سنة).وظهر فيه عصر الثدييات التي سادت البسيطة منذ 65 مليون سنة وحتي الآن. وهذه الحقبة تضم 3عصور. وهي:
- 1 -	العصرالترياسي: منذ 250 – 180 مليون سنة.

بعد انتهاء انقراض العصر البرمي الترياسي قبل 250 مليون سنة وظهور الديناصورات الأولية والثدييات والقواقع وبعض الزواحف كالسلحفاة والقواقع والذباب والنباتات الزهرية. وقد انتهي هذا العصر بانقراض صغير قضى علي 35% من الحيوانات منذ 213 مليون سنة بما فيها بعض البرمائيات والزواحف البحرية مما جعل الديناصورات تسود في عدة جهات فوق الأرض.
- 2 -العصرالجوراسي: (عصر الديناصورات العملاقة) منذ 181-135 مليون سنة. وفيه

ظهرت حيوانات الدم الحار وبعض الثدييات والنباتات الزهرية. مع بداية ظهور الطيور والزواحف العملاقة بالبر والبحر. ومنذ 170 – 70مليون سنة كانت توجد طيور لها أسنان وكانت تنقنق وتصدر فحيحا.كما ظهرت في هذه الفترة الدبلودوكس أكبر الزواحف التي ظهرت وكانت تعيش في المستنقعات. وكان له رقبة ثعبانية طويلة ورأس صغيرتعلو بها فوق الأشجار العملاقة.وظهرت الزواحف الطائرة ذات الشعر والأجنحة وكانت في حجم الصقر.وظهر طائر الإركيوبتركس وهو أقدم طائر وكان في حجم الحمامة. وكانت أشجار السرخس ضخمة ولها أوراق متدلية فوق الماه وأشجار الصنوبركان لها أوراق عريضة وجلدية (حاليا أوراقها إبرية). ومنذ 139 مليون سنة ظهرت الفراشات وحشرات النمل والنحل البدائية. وقد حدث به انقراض صغير منذ 190 – 160 مليون سنة.
- 3 - العصر الطباشيري(الكريتاسي): منذ 135 – 23مليون سنة.

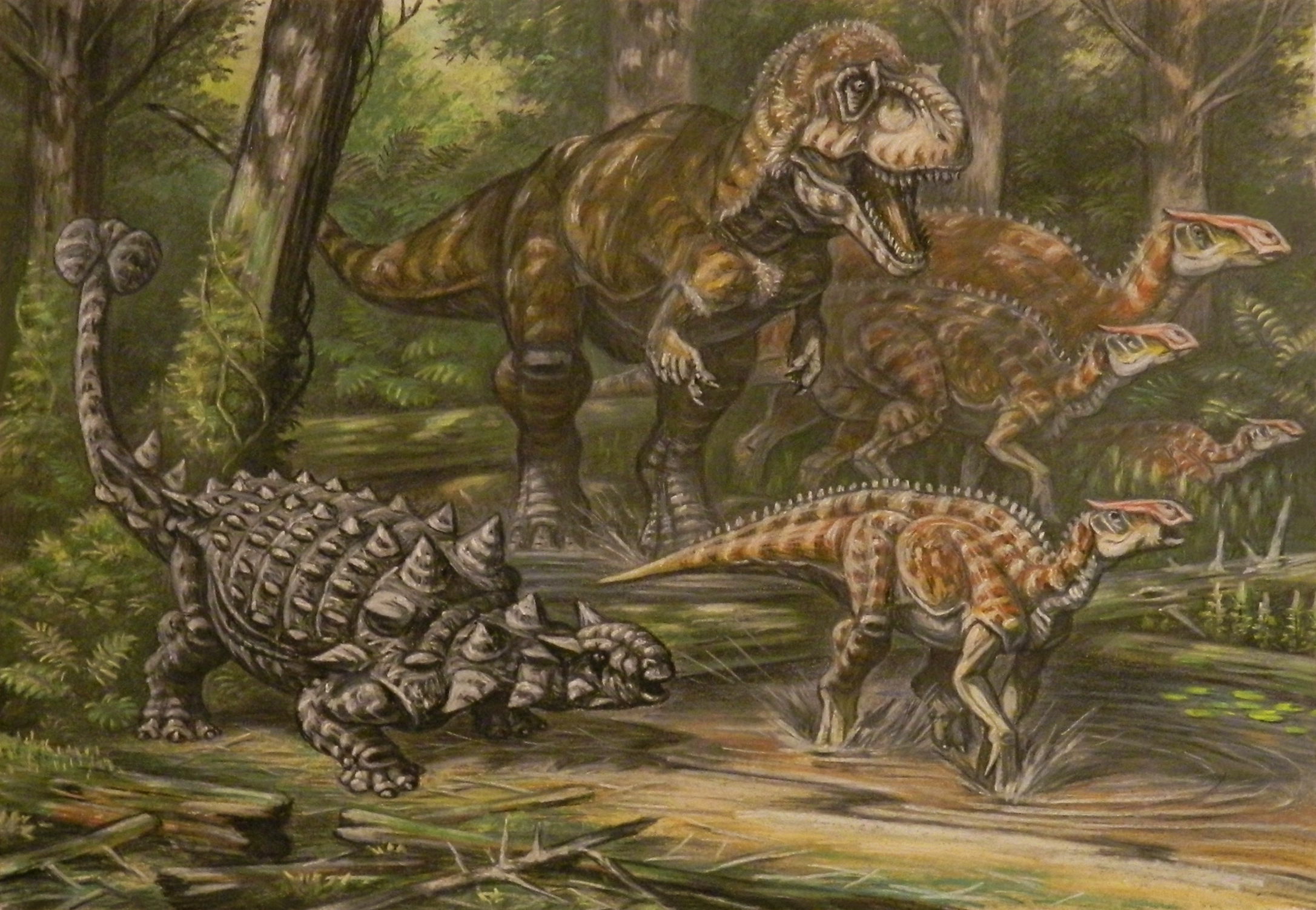

وفيه تم انقراض الديناصورات بعد أن عاشت فوق الأرض 100 مليون سنة. وزادت فيه أنواع وأعداد الثدييات الصغيرة البدائية كالكنغر والنباتات الزهرية التي انتشرت. وظهرت أشجار البلوط والدردار والأشنات.كما ظهرت الديناصورات ذات الريش والتماسيح.ومنذ 120 مليون سنة عاشت سمكة البكنودونت الرعاشة وطيور الهيسبرنيس بدون أجنحة والنورس ذو الأسنان. وكان له أزيز وفحيح. وكانت الزواحف البحرية لها أعناق كالثعابين. ومنذ 100 مليون سنة ظهرن سلحفاة الأركلون البحرية وكان لها زعانف تجدف بها بسرعة لتبتعد عن القروش وقناديل البحر. ومنذ 80 مليون سنة كان يوجد بط السورولونس العملاق الذي كان يعيش بالماء وكان ارتفاعه 6متر وله عرف فوق رأسه. وفي هذه الفترة عاش ديناصور اليرانصور المتعطش للدماء وكان له ذراعان قصيرتان وقويتان ليسير بهمافوق اليابسة. وكانت أسنانه لامعة وذيله لحمي طويل وغليظ ومخالبه قوية. وكان يصدر فحيحا. وكان يوجد حيوان الإنكلوصور الضخم وهو من الزواحف العملاقة وكان مقوس الظهر وجسمه مسلح بحراشيف عظمية. وشهد هذا العصر نشاط الإزاحات لقشرة الأرض وأنشطة بركانية. وفيه وقع انقراض أودى بحياة الديناصورات منذ 65 مليون سنة. وقضى علي 50% من أنواع اللا فقاريات البحرية. ويقال أن سببه مذنب هوى وارتطم بالأرض والبراكين المحتدمة التي تفجرت فوقها. ومنذ 70 مليون ستة ظهرت حيوانات صغيرة لها أنوف طويلة. وكانت تمضغ الطعام بأسنانها الحادة وتعتبر الأجداد الأوائل للفيلة والخرتيت وأفراس البحر والحيتان المعاصرة.

## IV - حقبةالسينوزوي(حقبة الحياة الحديثة)
| الحقبة   | العصر      | الفترة      | مليون سنة مضت |
| -------- | ---------- | ----------- | ------------- |
| السينوزي | الرباعي    | الهولوسين   | 0.0117        |
| السينوزي | الرباعي    | البليستوسين | 2.5           |
| السينوزي | النيوجين   | البليوسين   | 5             |
| السينوزي | النيوجين   | الميوسين    | 5 - 23        |
| السينوزي | الباليوجين | الأوليجوسين | 23 - 33       |
| السينوزي | الباليوجين | الايوسين    | 33 - 55       |
| السينوزي | الباليوجين | الباليوسين  | 55 - 65.5     |

وتضم فترتين هما الزمن الثلاثي ويضم خمسة عصور والزمن الرباعي ويضم عصرين.
أ-الزمن الثلاثي: منذ 65-8, 1مليون سنة.وفيه انتشرت الزواحف. ويضم:
1- العصر البليوسيني: منذ 65-54مليون سنة.
وفيه ظهرت الثدييات الكبيرة الكيسية المشيمة كحيوان البرنتوثيريا الذي كان له صوت مرعب وأسنانه في فمه الذي كان يطلق ضوءا مخيفا. وكان يكسو جسمه شعر غزير. كما ظهرت الرئيسيات الأولية ومن بينها الفئران الصغيرة وقنافذ بلا أشواك فوق جسمها وخيول صغيرة في حجم الثعلب لها حوافر مشقوقة لثلاثة أصابع.
2- العصر الإيوسيني: منذ54-38 مليون سنة.
وفيه ظهرت القوارض والحيتان الأولية. وكانت تعيش به أسلاف حيوانات اليوم.
3- العصر الأوليجوسيني: منذ 38 – 24 مليون سنة. معظم صخوره قارية ولقد وجد به أجداد الأفيال المصرية المنقرضة بسبب حدوث انقراض صغير منذ 36 مليون سنة. وظهرت به أيضا.. ثدييات جديدة كالخنازير البرية ذات الأرجل الطويلة. وكانت تغوص في الماء نهارا وتسعى في الأحراش ليلا. كما ظهرت القطط وحيوان الكركدن (الخرتيت) الضخم وكان يشبه الخنزير إلا أن طباعه كانت تشبه طباع الزرافة. كما ظهر الفيل المائي الذي كان يشبه فرس النهر وكان فمه واسعا وله نابان مفلطحان لهذا أطلق عليه حيوان البلاتيبلادون الذي كان يعيش علي الأعشاب المائية.وكانت الطيور كبيرة وصغيرة وكان من بينها النسور والطيور العملاقة التي كانت نشبه النعام إلا أنها كانت أكبر منها حجما. وكانت لا تطير بل تعدو وكان كتكوتها في حجم الدجاحة إلا أنها كانت مسالمة. ووجد طائر الفوروهاكس العملاق وكان رأسه أكبر من رأس الحصان ومنقاره يشبه الفأس وعيناه لاترمشان ويمزق فريسته لأنه كان يعيش علي الدم.
- 4 -العصر الميوسيني: منذ 24 – 5 مليون سنة وفيه عصر الفيلة بمصر.

وفي رسوبياته البترول. وظهر به ثدييات كالحصان والكلاب والدببة والطيور المعاصرة والقردة بأمريكا وجنوب أوروبا.
- 5 -العصر البيلوسيني: منذ 5- 1,8 مليون سنة.

وفيه بدأ ظهور الإنسان الأول البدائي (أشباه الإنسان) والحيتان المعاصرة بالمحيطات.
ب -الزمن الرباعي: ويضم عصرين هما:
- 1 -البليستوسين: منذ 1,8 مليون -0 1100 سنة. وفيه العصر الجليدي الأخير حيث

انقرضت الثدييات العظمية (الفقارية) عندما غطي الجليد معظم المعمورة.وقبله منذ مليون سنة كان الجو حارا وكانت الطيور وقتها مغردة والحشرات طائرة.وعاش فيه حيوان البليوتراجس الذي كان يشبه الحصان والزرافة وكان له قرون فوق رأسه وأرجله مخططة وأذناه تشبه آذان الحمير. وبهذا العصر ظهر الإنسان العاقل الصانع لأدواته وعاشت فيه فيلة الماستدون والماموث وحيوان الدينوثيرم الذي كان يشبه الفيل لكن أنيابه لأسفل وحيوان الخرتيت وكانوا صوفي الشعر الذي كان يصل للأرض.وهذه الفيلة كانت أذناها صغيرتين حتي لاتتأثرا بالصقيع. كما ظهر القط (سابر) ذات الأنياب الكبيرة والنمور ذات الأسنان التي تشبه السيف وكانت تغمدها في أجربة بذقونها للحفاظ علي حدتها. وصخور هذا العصر عليها آثار الجليد. وقد ترك الإنسان الأول آثاره بعد انحسار الجليد.وقد حدث به انقراض كبير للثدييات الضخمة وكثير من أنواع الطيور منذ 10 آلاف سنة بسبب الجليد حيث كانت الأرض مغطاة بالأشجار القصيرة كأشجار الصنوبر والبتولا.
- 2 -العصر الهولوسيني: منذ 11000 سنة وحتي الآن.

آخر العصور الجيولوجية وقد بلغ فيه الإنسان أعلي مراتبه.و معظم الكائنات الحية التي آلت لهذا العصر منذ مطلعه ظلت كما هي عليه اليوم. إلا أن في هذا العصر ظهرت الحضارة الإنسانية والكتابة.